# Hell (album)
Pour les articles homonymes, voir Hell.
Albums de Venom
Metal Black
(2006) Fallen Angels
(2011)
Hell est le douzième album studio du groupe de heavy metal britannique Venom. L'album est sorti en 2008 sur le label Sanctuary Records.
Après son grand retour sur le devant de la scène avec l'album Metal Black puis les tournées qui l'ont suivi, Venom a poursuivi sur sa lancée et a publié la suite logique de Metal Black, l'album intitulé Hell.
Les sonorités de cet album sont un peu plus expérimentales que sur l'album précédent, avec notamment le retour de quelques effets et plus de solos de guitare.
Certaines chansons de cet album se servent du satanisme traditionnel du groupe pour aborder des thèmes nouveaux chez Venom, tels la critique d'une Amérique décadente (USA for Satan) ou bien la folie scientifique (Evilution Devilution)…
Venom a donné peu de concerts à la suite de la parution de cet album, cependant le groupe a été en tête d'affiche de quelques festivals, dont le Hellfest 2008 en France.

## Liste des titres
1. Straight to Hell
2. The Power and the Glory
3. Hand of God
4. Fall from Grace
5. Hell
6. Evil Perfection
7. Stab U in the Back
8. Armageddon
9. Kill the Music
10. Evilution Devilution
11. Blood Sky
12. USA for Satan
13. Dirge / The Awakening

## Composition du groupe
- Cronos (Conrad Lant) : chant, basse
- Rage (Stuart Dixon) : guitare
- Antton (Anthony Lant) : batterie